# 19235 van Schurman
19235 van Schurman este un asteroid din centura principală de asteroizi.

## Descriere
19235 van Schurman este un asteroid din centura principală de asteroizi. A fost descoperit pe 9 noiembrie 1993 la Caussols de Eric Walter Elst. Asteroidul prezintă o orbită caracterizată de o semiaxă mare de 2,47 ua, o excentricitate de 0,15 și o înclinație de 11,0° în raport cu ecliptica.